# سیارک ۶۸۹۱
سیارک ۶۸۹۱ (به انگلیسی: 6891 Triconia، نامگذاری:1976SA) شش هزار و هشتصد و نود و یکمین سیارک کشف شده‌است که در ۲۳ سپتامبر ۱۹۷۶ کشف شد.
قدر مطلق سیارک برابر ۱۳٫۳۰ است.